# Kafilérie
Kafilérie je asanační podnik, ve kterém se neškodně odstraňují odpady živočišného původu (dnes označované jako vedlejší živočišné produkty, VŽP), jako např. zkažené maso, uhynulá zvířata a především pro lidskou výživu nevyužívané části zvířat porážených na jatkách.

## Dělení VŽP
Vedlejší živočišné produkty se dnes podle platné legislativy dělí podle rizikovosti do tří kategorií. Nejrizikovější jsou materiály 1. kategorie (zejména materiály související s BSE), následuje 2. kategorie (zejména těla uhynulých zvířat) a materiály 3. kategorie (zejména pro lidskou výživu nevyužívané části těl zvířat porážených na jatkách).

## Průběh zpracování
Vedlejší živočišné produkty se zpravidla třídí a odděleně sváží na separátní zpracování v asanačních podnicích. Ty mohou být vybaveny různým technologickým zařízením a používat různé povolené metody zpracování. Základní metodou, využívanou zejména při zpracování materiálů 1. a 2. kategorie je přesně definovaná tepelně tlaková sterilizace, která předchází dalšímu technologickému postupu. Při ní jsou VŽP nejdříve nadrceny na částice do velikosti 50 mm a pak zpracovány při tlaku min. 3 bary, teplotě min. 133 °C po dobu min. 20 minut. Takto sterilizovaný materiál je zbaven vody sušením (v destruktorech, sušárnách různého typu či s využitím odparek) a tím vznikne tzv. masokostní kaše. Ta je buď lisováním nebo extrakčními postupy rozdělena na tuk a živočišnou moučku. Tuk se dále čistí od vody a nečistot na dekantérech. Živočišná moučka se prosévá, mele a chladí.

## Nakládání s produkty vzniklými z VŽP
Další osud vzniklých produktů závisí na kategorii materiálů, ze kterých byly vyrobeny. Živočišná moučka vyrobená z materiálů 1. kategorie je určena zejména pro spálení ve spalovnách či cementárnách[zdroj⁠?!] (teplota 850 °C, po dobu 2 sekundy). Tuk z materiálů 1. kategorie může být spálen či využit pro technické účely. Moučka z materiálů 2. kategorie může být využita jako z 1. kategorie nebo může být využita jako hnojivo za stanovených podmínek či zpracována v bioplynových stanicích nebo v kompostárnách. Tuk z materiálů 2. kategorie je využitelný ke spálení či k technickým účelům. Živočišné moučky z materiálů 3. kategorie mohou být použity jako moučky předchozích kategorií, navíc je přípustné využití do krmiv pro nepotravní zvířata (zejména domácí mazlíčky). Je zakázáno využití do krmiv pro hospodářská zvířata. Tuk z materiálů 3. kategorie může mít stejné použití jako předchozí tuky a navíc je využitelný do krmiv hospodářských zvířat.

## Legislativa
Podrobně je třídění VŽP a jejich zpracovávání a využití vzniklých produktů obsaženo v legislativě Evropské unie, zejména Nařízení Evropského parlamentu a Rady (ES) č. 999/2001 a č. 1774/2002. Nově bylo v r. 2009 vydáno Nařízení Evropského parlamentu a Rady (ES) č. 1069, které vstoupilo v účinnost 4. března 2011 a nahradilo nařízení č. 1774/2002. Toto nové nařízení připouští využívání živočišných mouček vyrobených z materiálů 3. kategorie ke krmným účelům u hospodářských zvířat za podmínky nezkrmování proteinu pocházejícího ze stejného živočišného druhu (tzv. nekanibalistické využití). Aby však mohlo být uvedené zkrmování realizováno, bude se muset změnit i stále platné nařízení č. 999/2001, které takové použití zakazuje.

## Značení
Během přepravy z jednoho do jiného členského státu Evropské unie je zavedeno následující barevné kódování:
- Materiál 1. kategorie = černý obdélník s textem "POUZE K LIKVIDACI"
- Materiál 2. kategorie = žlutý obdélník s textem "NENÍ URČENO KE KRMENÍ ZVÍŘAT" nebo "HNŮJ"
- Materiál 3. kategorie = zelený obdélník s textem "NENÍ URČENO PRO LIDSKOU VÝŽIVU"

Členské státy Evropské unie mohou zavést vlastní systémy značení pro VŽP, ale jen pocházejících z jejich území, a které na něm i zůstávají.